# Prima Lega 2024-2025 (Siria)
La Prima Lega Siriana 2024-2025 è stata la 53ª edizione della massima serie del campionato di calcio siriano dalla sua nascita nel 1966. In campionato è iniziato il 25 ottobre dopo due rinvii, e sarebbe dovuto terminare nell'aprile 2025. Il 4 dicembre 2024 la federazione, su richiesta dei club, ha sospeso il campionato a causa dell'Offensiva in Siria del 2024. Il 15 febbraio 2025 la federazione siriana ha annunciato che la competizione sarebbe ripresa il 10 aprile 2025 per terminare il 12 luglio 2025. La squadra campione in carica era l'Al-Fotuwa, che ha vinto il suo quarto titolo nazionale nella stagione 2023-2024.
La competizione è stata vinta dall'Al-Ittihad Aleppo, al suo settimo trionfo nel campionato.

## Stagione

### Novità
Dalla stagione precedente sono state retrocesse Al-Sahel e Al-Horriya, ultime due classificate del campionato. In aggiunta l'Al-Ittihad Aleppo non si è iscritto al campionato, venendo retrocesso d'ufficio. Al loro posto dalla prima divisione sono state promosse Al-Ahli, Al-Shorta e Al-Shouleh, prime tre classificate.

### Formula
Inizialmente le 12 squadre partecipanti avrebbero dovuto giocare un girone all'italiana con gare di andata e ritorno, per un totale di 22 giornate. Al termine di queste, la squadra prima in classifica sarebbe stata campione della Siria e si sarebbe qualificata per la AFC Challenge League 2025-2026, mentre le ultime due classificate sarebbero retrocesse in Prima Divisione.
Tuttavia, in seguito alla guerra civile, alla ripresa del campionato la federazione ha modificato il formato: le 12 squadre hanno giocato un girone di sola andata, per un totale di 11 giornate, al termine delle quali le prime quattro classificate si sono qualificate per il gruppo scudetto, un gironcino di sola andata per un totale di 3 ulteriori giornate, che decreta la squadra campione di Siria. Anche le retrocessioni sono state annullate.

## Squadre partecipanti
| Club              | Città       | Stagione precedente |
| ----------------- | ----------- | ------------------- |
| Al-Fotuwa         | Deir el-Zor | Campione di Siria   |
| Al-Ittihad Aleppo | Aleppo      | Seconda Divisione   |
| Al Jaish          | Damasco     | 8° in Prima Lega    |
| Al-Karama         | Homs        | 6° in Prima Lega    |
| Al-Shorta         | Damasco     | Seconda Divisione   |
| Al-Shouleh        | Dar'a       | Seconda Divisione   |
| Al-Wahda          | Damasco     | 10° in Prima Lega   |
| Al-Wathba         | Homs        | 7° in Prima Lega    |
| Hutteen           | Laodicea    | 4° in Prima Lega    |
| Jableh            | Jable       | 2° in Prima Lega    |
| Taliya            | Hama        | 9° in Prima Lega    |
| Tishrin           | Laodicea    | 3° in Prima Lega    |

## Stagione regolare
|  | Pos. | Squadra           | Pt | G  | V | N | P | GF | GS | DR  |
|  | ---- | ----------------- | -- | -- | - | - | - | -- | -- | --- |
|  | 1.   | Al-Karama         | 24 | 11 | 7 | 3 | 1 | 15 | 8  | +7  |
|  | 2.   | Al-Ittihad Aleppo | 23 | 11 | 7 | 2 | 2 | 20 | 8  | +12 |
|  | 3.   | Al-Wahda          | 22 | 11 | 7 | 1 | 3 | 17 | 11 | +6  |
|  | 4.   | Hutteen           | 20 | 11 | 5 | 5 | 1 | 13 | 6  | +7  |
|  | 5.   | Al-Wathba         | 20 | 11 | 6 | 2 | 3 | 12 | 9  | +3  |
|  | 6.   | Taliya            | 15 | 11 | 4 | 3 | 4 | 12 | 10 | +2  |
|  | 7.   | Al-Fotuwa         | 12 | 11 | 3 | 3 | 5 | 12 | 17 | -5  |
|  | 8.   | Tishrin           | 11 | 11 | 2 | 5 | 4 | 8  | 12 | -4  |
|  | 9.   | Al Jaish          | 9  | 11 | 2 | 3 | 6 | 13 | 17 | -4  |
|  | 10.  | Jableh            | 8  | 11 | 1 | 5 | 5 | 11 | 18 | -7  |
|  | 11.  | Al-Shouleh        | 8  | 11 | 1 | 5 | 5 | 7  | 14 | -7  |
|  | 12.  | Al-Shorta         | 6  | 11 | 1 | 3 | 7 | 6  | 16 | -10 |

Legenda:
      Ammesse al Gruppo Scudetto.

## Gruppo scudetto
Le squadre entrano nel gruppo scudetto con un numero di punti in base al loro piazzamento nella stagione regolare:
- 4 punti per la prima classificata
- 3 punti per la seconda classificata
- 2 punti per la terza
- 1 punto per la quarta classificata

|                  | Pos. | Squadra           | Pt | G | V | N | P | GF | GS | DR |
| ---------------- | ---- | ----------------- | -- | - | - | - | - | -- | -- | -- |
| Siria (bandiera) | 1.   | Al-Ittihad Aleppo | 9  | 3 | 2 | 0 | 1 | 5  | 2  | +3 |
|                  | 2.   | Al-Karama         | 7  | 3 | 1 | 0 | 2 | 5  | 5  | 0  |
|                  | 3.   | Hutteen           | 7  | 3 | 2 | 0 | 1 | 4  | 3  | +1 |
|                  | 4.   | Al-Wahda          | 5  | 3 | 1 | 0 | 2 | 4  | 8  | -4 |

Legenda:

      Campione di Siria e ammessa alla AFC Champions League Two

Note:
Tre punti a vittoria, uno a pareggio, zero a sconfitta.